# 勘解由小路資善
勘解由小路資善（かでのこうじ 、すけよし、安永7年（1778年）5月28日 - 嘉永元年（1848年）11月25日）は、江戸時代後期の公卿。

## 官歴
- 天明2年（1782年）：従五位下
- 寛政2年（1790年）：従五位上、左京権大夫
- 寛政6年（1794年）：正五位下、中宮少進
- 寛政10年（1798年）：従四位下
- 享和2年（1802年）：従四位上
- 文化2年（1805年）：正四位下
- 文化6年（1809年）：権右中弁、従三位
- 文化7年（1810年）：踏歌外弁
- 文化11年（1814年）：正三位
- 文政10年（1827年）：従二位、参議
- 天保元年（1831年）：東照宮奉幣使
- 天保13年（1842年）：権中納言
- 弘化元年（1844年）：正二位
- 弘化4年（1847年）：権大納言

## 系譜
- 父：勘解由小路近光
- 子：烏丸光政
- 養子：勘解由小路光宙